# Velino Selo (Bijeljina, BiH)
Velino Selo su naseljeno mjesto u sastavu Grada Bijeljine, Republika Srpska, BiH.

## Stanovništvo
| Velino Selo        |              |
| godina popisa      | 1991.        |
| Srbi               | 426 (94,45%) |
| Muslimani          | 0            |
| Hrvati             | 5 (1,10%)    |
| Jugoslaveni        | 19 (4,21%)   |
| ostali i nepoznato | 1 (0,22%)    |
| ukupno             | 451          |